# Ronald Sampson
Ronald Sampson (1918) è stato un diplomatico e politico britannico, dal 1989 al 1994 è stato il Capo dell'esecutivo delle Isole Falkland.